# Boletín de Lima
El Boletín de Lima es una revista cultural y científica peruana. Fue establecida por Fernando Villiger en 1979.
Al 2018 ha publicado 178 números. Dentro de los colaboradores de la revista se encuentran Antonio Brack Egg, Werner Rauh, Carlos Ostolaza, Emma Cerrate, Javier Pulgar Vidal y Jean Guffroy, entre otros.

## Alcance
Los artículos publicados en el Boletín de Lima cubren temas relacionados con la arqueología, historia, geografía y biología de Perú.

## Indexación
La revista está indexada en Latindex. La Matriz de Información para el Análisis de Revistas (MIAR) le otorga un ICDS de 6.5 (Índice Compuesto de Difusión Secundaria).